# HMS Manners (K568)
HMS Manners (K568) là một tàu frigate lớp Captain của Hải quân Hoàng gia Anh hoạt động trong Chiến tranh Thế giới thứ hai. Nó nguyên được Hoa Kỳ chế tạo như là chiếc DE-523, một tàu hộ tống khu trục lớp Evarts, và chuyển giao cho Anh Quốc theo Chương trình Cho thuê-Cho mượn (Lend-Lease). Nó là chiếc tàu chiến thứ hai của Hải quân Anh được đặt tên theo Chuẩn đô đốc Robert Manners (1758-1782), người từng tham gia cuộc Chiến tranh Cách mạng Hoa Kỳ. Nó đã phục vụ trong chiến tranh cho đến khi bị hư hại nặng do trúng ngư lôi từ tàu ngầm U-1051 vào ngày 26 tháng 1, 1945. Được xem là một tổn thất toàn bộ, nó được hoàn trả cho Hoa Kỳ năm 1945 và bị bán để tháo dỡ một năm sau đó.

## Thiết kế và chế tạo
Những tàu frigate lớp Captain thuộc phân lớp Evarts có chiều dài chung 289 ft 5 in (88,21 m), mạn tàu rộng 35 ft 1 in (10,69 m) và độ sâu mớn nước khi đầy tải là 8 ft 3 in (2,51 m). Chúng có trọng lượng choán nước tiêu chuẩn 1.140 tấn Anh (1.160 t); và lên đến 1.430 tấn Anh (1.450 t) khi đầy tải. Hệ thống động lực bao gồm bốn động cơ diesel General Motors Kiểu 16-278A nối với bốn máy phát điện để vận hành hai trục chân vịt; công suất 6.000 hp (4.500 kW) cho phép đạt được tốc độ tối đa 21 kn (24 mph; 39 km/h), và có dự trữ hành trình 4.150 nmi (4.780 mi; 7.690 km) khi di chuyển ở vận tốc đường trường 12 kn (14 mph; 22 km/h).
Vũ khí trang bị bao gồm ba pháo 3 in (76 mm)/50 cal trên tháp pháo nòng đơn có thể đối hạm hoặc phòng không, một khẩu đội 1,1 inch/75 caliber bốn nòng và chín pháo phòng không Oerlikon 20 mm. Vũ khí chống ngầm bao gồm một dàn súng cối chống tàu ngầm Hedgehog Mk. 10 (có 24 nòng và mang theo 144 quả đạn); hai đường ray Mk. 9 và tám máy phóng K3 Mk. 6 để thả mìn sâu.
DE-523 được đặt lườn tại Xưởng hải quân Boston ở Boston, Massachusetts vào ngày 14 tháng 8, 1943; nó được hạ thủy vào ngày 24 tháng 9, 1943, được đỡ đầu bởi bà Sara Fischer, phu nhân Đại tá Hải quân Hugo Fischer, giám sát Xưởng hải quân Boston đương nhiệm.
Con tàu được chuyển giao cho Anh Quốc vào ngày 16 tháng 12, 1943, đồng thời nhập biên chế cùng Hải quân Hoàng gia Anh như là chiếc HMS Manners (K568) dưới quyền chỉ huy của Hạm trưởng, Thiếu tá Hải quân Denis Jermain.

## Lịch sử hoạt động
Trong quá trình phục vụ cùng Hải quân Hoàng gia Anh, Manners hoạt động trong vai trò chính là hộ tống các đoàn tàu vận tải tại Đại Tây Dương từ năm 1944 đến năm 1945. Vào ngày 26 tháng 10, 1944, nó bị tai nạn va chạm với tàu corvette Na Uy HNoMS Rose (K102) tại vùng biển Bắc Đại Tây Dương; hư hại do va chạm đã khiến Rose bị đắm tại tọa độ 45°50′B 40°15′T / 45,833°B 40,25°T.
Vào ngày 26 tháng 1, 1945, Manners đã cùng phối hợp với các tàu frigate Aylmer (K463), Bentinck (K314) và Calder (K349) thuộc các đội hộ tống 4 và 5 tấn công bằng mìn sâu nhắm vào tàu ngầm U-boat Đức U-1051 trong vùng biển Ireland cách The Skerries, đảo Man khoảng 20 nmi (37 km). Trong cuộc đối đầu, U-1051 đã bắn một quả ngư lôi dò âm G7es (T5) trúng đích vào phía đuôi của Manners cạnh chân vịt, khiến nó bị vỡ làm đôi. Phần đuôi tàu bị đắm khiến bốn sĩ quan cùng 39 thủy thủ tử trận, và thêm 15 người khác bị thương. Aylmer, Bentinck và Calder phản công bằng mìn sâu, buộc U-1015 phải nổi lên mặt nước và húc để đánh chìm đối thủ tại tọa độ 53°39′B 05°23′T / 53,65°B 5,383°T.
Phần mũi còn lại của Manners vẫn tiếp tục nổi được, và được kéo về cảng Barrow-in-Furness, Anh, đến nơi vào ngày 27 tháng 1. Không thể sửa chữa có hiệu quả kinh tế, con tàu được tuyên bố là một tổn thất toàn bộ và được cho xuất biên chế. Nó được hoàn trả cho Hoa Kỳ tại Anh vào ngày 8 tháng 11, 1945. Hải quân Hoa Kỳ rút tên nó khỏi danh sách Đăng bạ Hải quân vào ngày 19 tháng 12, 1945, rồi bán con tàu cho hãng Athens Piraeus Electricity Company, Ltd. ở Athens, Hy Lạp để tháo dỡ vào ngày 3 tháng 12, 1946.